# Харуо Ремеліїк
Харуо Ігнасіо Ремеліїк (англ. Haruo Ignacio Remeliik; 1 червня 1933 — 30 червня 1985) — палауський політик, перший президент Палау. Був президентом Палау від 2 березня 1981 року і до свого вбивства 30 червня 1985 року. Мав японсько-палауське походження.
Харуо Ремеліїк був убитий 30 червня 1985 року. Вбивця залишився невідомим. Похований у рідному штаті Пелеліу.